# FC Ploiești
El FC Ploiesti fue un equipo de fútbol de Rumanía que alguna vez jugó en la Liga I, la primera división de fútbol en el país.

## Historia
Fue fundado en el año 1922 en la ciudad de Ploiesti con el nombre Tricolor Ploiesti y en 1928 pierde la final de la región sur ante el Olympia Bucarest 1-2, pero dos años después gana la liga regional al vencer 1-0 al Constanta.
En 1932 participa por primera vez en los torneos distritales y en esa temporada obtiene el ascenso a la Liga I por primera vez en su historia, pero en sa temporada de 1933/34 termina en último lugar del grupo A y retorna a la Liga II.
En 1936 se fusiona con el CFPV y nace el Tricolor CFPV, y en 1938 retorna a la Liga I para terminar en la undécima posición entre 12 equipos y volver a descender a la Liga II. En la temporada de 1939/40 el club cambia su nombre por el de FC Ploiesti, retornando esa misma temporada a la Liga I, y a diferencia de sus apariciones anteriores en la máxima categoría, esta vez termina en un honroso décimo lugar.
A causa de la Segunda Guerra Mundial, el club se mantiene activo dentro de las ligas regionales del sur de Rumanía hasta que en la temporada de 1946/47 regresa a la Liga I, en donde en tan solo una temporada desciende de categoría por no obtener la licencia para jugar en la temporada de 1948/49, desapareciendo en 1955 luego de vagar por las ligas regionales con distintas denominaciones.

## Palmarés
- Liga II (3): 1937–38, 1939–40, 1946–47

## Jugadores

### Jugadores destacados
| - Lae Dumitrescu - Oane Stanescu | - Nelu Teodorescu - Nicu Stambolgiu |